# Neolítico en Oriente Próximo
Puede seguirse el Neolítico con relativa exactitud en la zona de Canaán, región en donde surgen culturas agrícolas, sedentarias, (las primeras culturas agrícolas surgieron sin duda en el sudeste de Anatolia hacia el 8000 a. C.) probablemente antes del 7000 a. C. Se percibe la siembra, plantación y almacenaje de cereales, y se sabe que se domesticaron algunos animales, entre ellos, el primero, el perro. Se construyeron poblados de cabañas circulares semisubterráneas de una sola cámara, con los muros y el suelo cubiertos de barro.
La innovación se difundió con extrema rapidez y antes del 7000 a. C. ya se constata al menos una gran ciudad, Jericó, con una superficie de unas cuatro hectáreas, con una muralla de piedra y un foso excavado de unos 8 metros de ancho por 3 metros de fondo, y con, al menos, una gran torre circular de 9 metros de altura, que servía como torre de vigilancia, con escalera para acceder al techo y a la parte alta de la muralla.
Esta primera cultura neolítica (Neolítico precerámico) duró desde aproximadamente el 7500 a. C. al 6500 a. C. y fue sustituida por otra venida del Norte, de Anatolia, que duró también unos mil años (del 6500 al 5500 a. C.); siguió después otra cultura neolítica procedente también del Norte, que subsistió otros mil años (5500-4500 a. C.). Estas culturas se fueron difundiendo por todo el planeta, acelerándose la difusión después del 5000 a. C.